# كاستروشيلو
كاستروشيلو هي كومونا في مقاطعة فروزينوني في منطقة لاتسيو الإيطالية ، وتقع على بعد حوالي 110 كيلومترات (68 ميل) جنوب شرق روما وحوالي 30 كيلومترًا (19 ميلًا) جنوب شرق فروزينوني.
تقع كاستروشيلو على حدود البلديات التالية: أكينو ، كولي سان ماجنو ، بيديمونتي سان جيرمانو ، بونتيكورفو ، روكاسيكا .

## الناس
أنجيلو سافولدي (1914-2013) ، مصارع أمريكي محترف .